# Kościół Matki Boskiej Bolesnej w Pietà
Kościół Matki Boskiej Bolesnej (malt. Il-Knisja tal-Madonna tad-Duluri, ang. Church of Our Lady of Sorrows) – niewielki rzymskokatolicki kościół w Gwardamanġa, dzielnicy Pietà na Malcie.

Powstał pod koniec XVI lub na początku XVII wieku w pobliżu cmentarza, na którym chowano ofiary epidemii dżumy maltańskiej w latach 1592–1593. Pierwotnie był poświęcony świętemu Rochowi, ale po wybudowaniu obok niego klasztoru na początku XVII wieku został ponownie poświęcony Matce Boskiej Bolesnej. Kościół później nadał nazwę miastu Pietà, które powstało w pobliżu, a obecny budynek pochodzi z połowy XVIII wieku, kiedy został zrekonstruowany. Zarówno kościół, jak i klasztor znajdują się obecnie w rękach katolickiego duszpasterstwa młodzieżowego. 

## Historia

### Pierwsza kaplica
Epidemia dżumy w latach 1592–1593 zabiła tysiące ludzi na Malcie. W tamtym czasie grzebanie zmarłych w kościołach lub kaplicach było standardową praktyką, ale z powodu dużej liczby ofiar epidemii konieczne stało się założenie nowego cmentarza. Powstał on na działce poza stolicą Vallettą, a w pobliżu została zbudowana kaplica poświęcona patronowi dotkniętych zarazą św. Rochowi. Powstała ona najprawdopodobniej w latach 1592–1593, niektóre zaś źródła podają nawet rok 1612.
Około 1617 w pobliżu kaplicy zbudowano niewielki klasztor augustianów. Nabożeństwo do św. Rocha było ściśle związane z nabożeństwem do Matki Boskiej Bolesnej, więc na początku XVII wieku zmieniono wezwanie kościoła na to drugie. Kościół znany był też jako Santa Maria a Mare, z powodu położenia nad morzem lub La Pietà w języku włoskim. Teren wokół niego stał się znany jako tal-Pietà, a kiedy później powstało na tym obszarze miasto, zachowało nazwę Pietà.
Klasztor augustianów został zamknięty w grudniu 1652, po tym jak papież Innocenty X zarządził zamknięcie małych klasztorów, zaś wcześniej, 15 października, biskup Malty wyznaczył księdza diecezjalnego do opieki nad kościołem. W 1714 biskup Joaquín Canaves nadał kościołowi przywilej di libera collazione. Wkrótce kościół przeszedł pod jurysdykcję parafii św. Pawła Rozbitka w Valletcie, a w 1723, po tym jak populacja w Pietà urosła do kilkuset osób, biskup Gaspare Gori-Mancini nadał mu status wiceparafii. Status ten został utracony w 1740, a zamiast niego wiceparafią stał się kościół św. Publiusza we Florianie. Złe zarządzanie kościołem doprowadziło go w połowie XVIII wieku do stanu grożącego zawaleniem.

### Kościół dzisiejszy
Duchowny Ġużeppi Spiteri poprosił biskupa De Bussan o pozwolenie na odbudowę kościoła Matki Boskiej Bolesnej, jego prośba została przyjęta 12 października 1757. Rycerz Wolfgang Philip von Guttenberg był głównym dobroczyńcą kościoła, w nowym budynku umieszczono pamiątkowy napis i herb von Guttenberg. Warto wspomnieć, że von Gutenberg wspomagał również budowę innych kościołów, m.in. sanktuarium Matki Bożej Miłosierdzia w Qrendi.

Podczas francuskiej okupacji Malty w 1798 niektóre herby na kościele i klasztorze zostały zniszczone. W 1844 kościół przeszedł pod jurysdykcję parafii św. Publiusza we Florianie, a w 1867 św. Józefa w Msidzie.

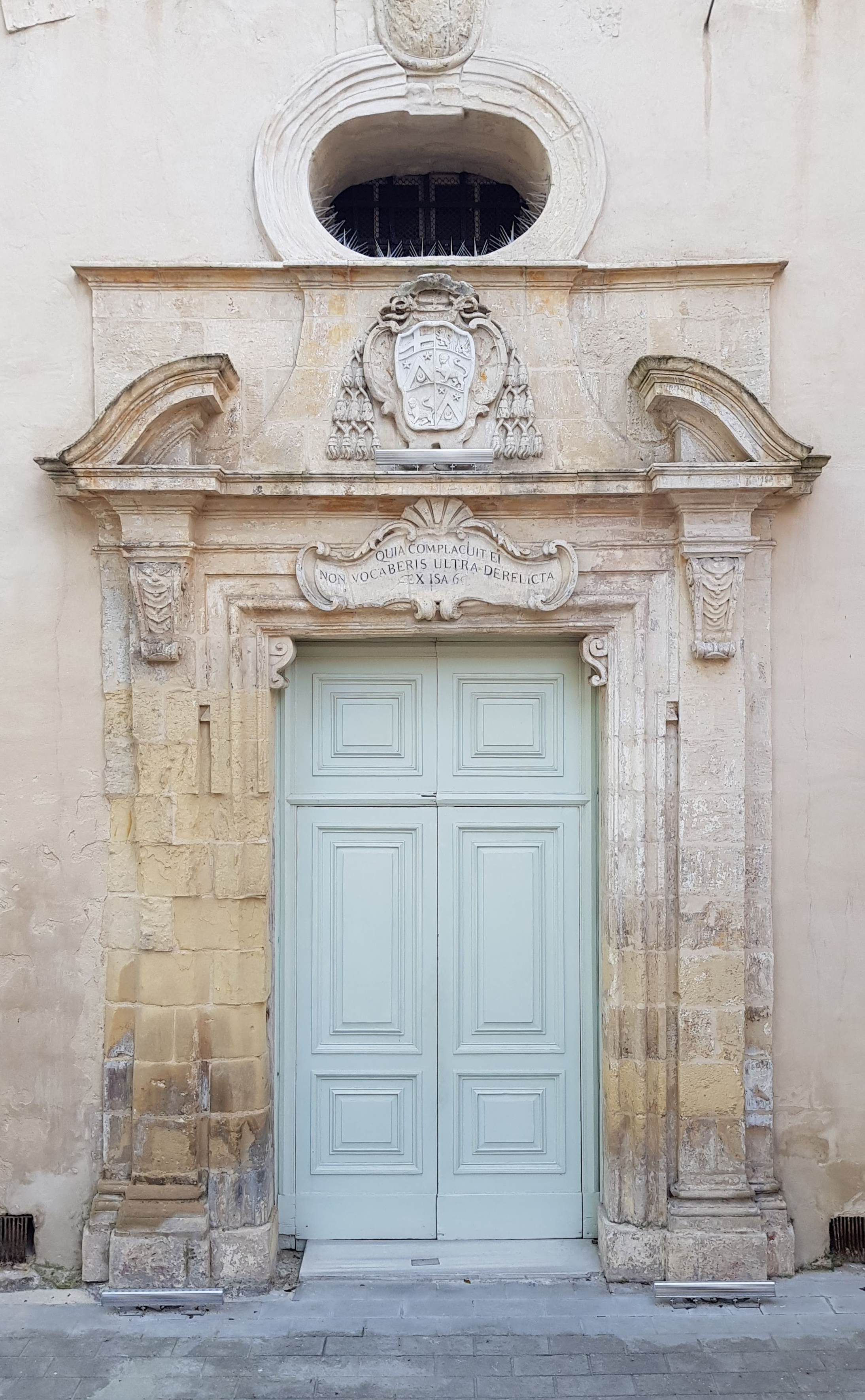
Drzwi wejściowe do kościoła

Ponieważ tal-Pietà znajduje się blisko Valletty i Grand Harbour, nie uniknęła nalotów bombowych podczas II wojny światowej. Pierwszy atak nastąpił 11 czerwca 1940 krótko po północy. Pewna ilość domów została uszkodzona, jeden całkowicie się zawalił. Ewakuowanych zostało około 15 osób, które umieszczono w kościele Matki Boskiej Bolesnej.

Kościół na krótko podlegał jurysdykcji parafii Niepokalanego Poczęcia w Ħamrun, a od 1968 jest częścią parafii Matki Bożej Fatimskiej w Gwardamanġa.
Kościół odrestaurowano w latach 60. i 70. XX wieku. W 1974 został przekazany przez arcybiskupa Mikiela Gonziego Siostrom Franciszkankom Najświętszego Serca, które później opuściły miasto. Kościół ze względu na swoje położenie narażony jest na powodzie, a pod koniec lat 90. był ponownie w złym stanie. W latach 2000–2001 Ministerstwo Zasobów i Infrastruktury prowadziło w nim prace konserwatorskie i restauratorskie.
W 2005 arcybiskup Joseph Mercieca przekazał kościół i budynek poklasztorny wspólnocie Youth Ministry. Klasztor jest obecnie używany jako ośrodek duszpasterski i na rekolekcje. Fasada kościoła została odrestaurowana, ale jej wnętrze uległo zniszczeniu, a w 2018 samorząd lokalny Pietà stwierdził, że istnieją plany dalszej renowacji. W 2018 obszar wokół kaplicy został upiększony w ramach projektu finansowanego przez Planning Authority.

## Architektura

### Wygląd zewnętrzny

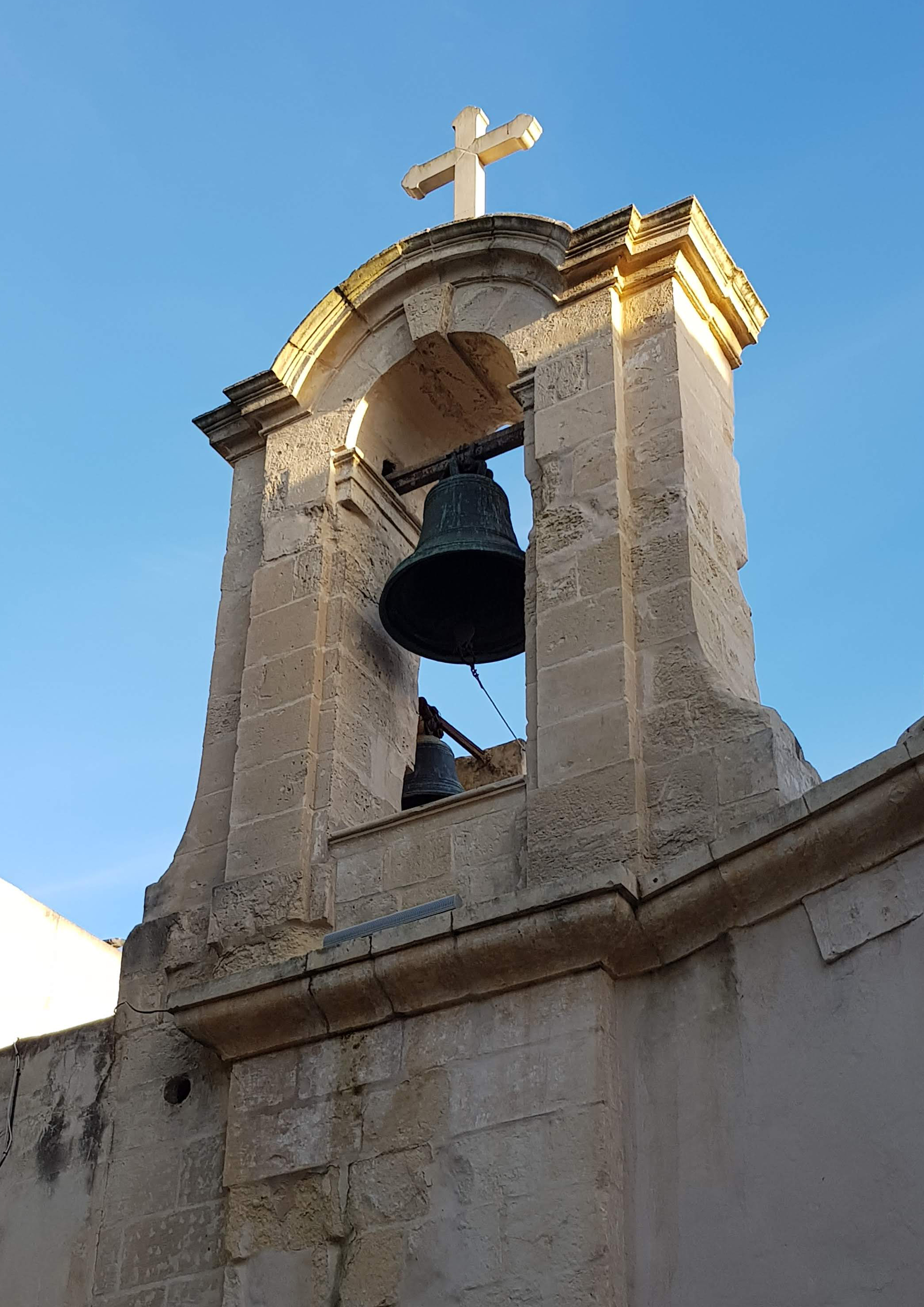
Dzwonnica kościółka

Fasada kościoła ma elementy barokowe. Duże prostokątne drzwi otoczone są ozdobną ramą i zwieńczone kartuszem z łacińskim napisem "QUIA COMPLACUIT / ET NON VOCABERIS ULTRA DELERICTA / EX ISA 60" ("Ponieważ Bóg był z ciebie zadowolony, nie będziesz już nazywany opuszczonym. Izajasz, 60"), oraz naczółkiem segmentowym na wspornikach. W przerwie naczółka herb biskupa Alphérana de Bussan, a nad nim małe okienko, przez które wpada światło do kościoła. Po każdej stronie drzwi znajduje się duży pilaster, na prawym widoczny niezidentyfikowany herb. Nad drugim pilastrem wznosi się niewielka dzwonnica w formie bell-cot z dwoma dzwonami. Fasada jest zwieńczona posągiem Maryi Panny, po bokach którego znajdują figury leżących aniołów. Wejście do kościoła znajduje się poniżej poziomu współczesnej ulicy, przez co często narażony jest on na zalewanie wodą podczas obfitych opadów. 
Do kościoła przylega klasztor, a budynki są połączone przez zakrystię świątyni. Na ścianie klasztoru prostopadłej do fasady kościoła widoczny jest herb przypisywany rycerzowi Pedro Gonzálezowi de Mendozie, oraz pozostałości dwóch zniszczonych herbów. Jeden z nich należał do von Guttenberga, a drugiego nie można zidentyfikować.

### Wnętrze
Wewnątrz kościoła znajduje się ołtarz główny i cztery boczne kaplice z ołtarzami, po dwie z każdej strony. W ołtarzu głównym, otoczony barokowymi ornamentami rzeźbionymi w kamieniu oraz dwoma korynckimi kolumnami, znajduje się obraz tytularny autorstwa Gioacchino Loretty (1637–1712), ucznia Mattia Pretiego. Obraz, w ikonografii zwany Pietà, przedstawia Maryję Boleściwą trzymającą na kolanach ciało zmarłego Chrystusa. Po bokach klęczą św. Jan Chrzciciel oraz św. Maria Magdalena.

W ołtarzu pierwszej kaplicy po lewej stronie poświęconej św. Rochowi znajduje się obraz przedstawiający Najświętszą Dziewicę, św. Józefa i św. Karola Boromeusza w otoczeniu aniołów. Jeden z nich trzyma tablicę z napisem "Humilitas" - motto świętego. Praca wykonana w XVIII wieku została opłacona przez rodzinę Testaferrata, nie jest znany jej wykonawca, choć niektórzy znawcy przypisują ją Carlo Zimechowi.

W kolejnej kaplicy znajduje się obraz poświęcony Matce Bożej z Loreto wraz ze św. Janem Chrzcicielem i bł. Gerardem, założycielem zakonu szpitalników. Jest to najstarszy obraz w kościele – został namalowany w 1613 przez Bartolomeo Garagonę (1584–1641); jest to również najstarsze znane dzieło tego artysty.

Kaplica po prawej stronie poświęcona jest Matce Bożej Łaskawej. Znajduje się w niej wiele obrazów ex-voto. Obraz główny pochodzący z początku XVII wieku przedstawia Maryję z Dzieciątkiem Jezus, oraz św. Jana Chrzciciela, św. Mikołaja z Tolentino i św. Franciszka. U dołu obrazu przedstawiona jest forma ex-voto.

W 2015 na zlecenie Pietà Local Council obrazy w kaplicach zostały odnowione przez Pierre’a Bugeję.

W czwartej kaplicy, ponad ołtarzem zawieszony jest naturalnej wielkości krucyfiks, uznawany przez lokalnych wiernych za cudowny.
W kościele znajdują się dwie statuy Matki Boskiej Bolesnej oraz jedna św. Józefa. Starsza z tych pierwszych datowana jest na XVIII wiek, druga zaś wykonana została przez Michaela Camilleri Cauchi. W kościele znajdziemy również płaskorzeźbę w drewnie, przedstawiającą św. Jana Chrzciciela, zamówioną przez von Guttenberga oraz relikwiarz z gwoździem, który według przekazów został dotknięty przez gwóźdź z krzyża Chrystusa.
W środku kościoła znajdują się dwa nagrobki, pod którymi są pochowani rycerze Fra Guillaume Bernart d'Averno i Fra Vincenzo Ruffo, którzy zmarli na dżumę w 1676.

## Ciekawostki
W 1775 Gaetano Mannarino, przywódca buntu księży spotkał się w zakrystii kościoła z innymi spiskowcami, aby zaplanować bunt.

Na początku XX wieku św. George Preca, założyciel Stowarzyszenia Doktryny Chrześcijańskiej (M.U.S.E.U.M.), nauczał w tym kościele.

## Ochrona dziedzictwa kulturowego
Budynek kościoła umieszczony jest na liście National Inventory of the Cultural Property of the Maltese Islands pod nr. 00847.